# Питкямяки, Теро
Те́ро Пи́ткямяки (фин. Tero Pitkämäki; 19 декабря 1982, Илмайоки, Финляндия) — финский метатель копья, чемпион мира 2007 года и бронзовый призёр Олимпийских игр в Пекине.
В октябре 2019 года объявил о завершении своей карьеры в большом спорте.

## На Олимпийских играх
На Олимпийских играх 2004 года показал 8-й результат (83,01 м) и с тех пор вошёл в мировую элиту метателей. 4-кратный чемпион Финляндии.
На Олимпийских играх 2012 года показал 5-й результат.

## На чемпионатах мира и Европы
17 августа 2013 года на чемпионате мира по лёгкой атлетике в Москве завоевал серебряную медаль. На следующем чемпионате мира, прошедшем в 2015 году в Пекине, Питкямяки завоевал бронзу, при этом его медаль стала единственной, завоёванной спортсменами Финляндии на чемпионате.
В 2014 году на Чемпионате Европы по лёгкой атлетике с результатом 84,40 метра завоевал бронзовую медаль.

## Инцидент на римском Гран-при
13 июля 2007 года, во время Гран-при Золотой лиги ИААФ на римском Олимпийском стадионе, Питкямяки метнул копье влево от сектора и попал в спину французского прыгуна в длину Салима Сдири. Последнего срочно отвезли в больницу с некритическим ранением. На следующий день Сдири уже мог ходить и встретился с Питкямяки. Впоследствии оказалось, что рана француза более серьёзна, чем считалось сначала: его почка и другие внутренние органы были повреждены. Тем не менее хирургического вмешательства не потребовалось.

## Спортсмен года в Финляндии
По результатами голосования среди спортивных журналистов трижды избирался Спортсменом года в Финляндии — в 2007 и 2013 и 2015 годах.

## Лучшие результаты по сезонам
- 1999 — 66,83
- 2000 — 73,75
- 2001 — 74,89
- 2002 — 77,24
- 2003 — 80,45
- 2004 — 84,64
- 2005 — 91,53
- 2006 — 91,11
- 2007 — 91,23
- 2008 — 87,70
- 2009 — 87,79
- 2010 — 86,92
- 2011 — 85,33
- 2012 — 86,98
- 2013 — 89,03
- 2014 — 86,63
- 2015 — 89,09
- 2016 — 86,13